# عبدالله گل
عبدالله بنی هاشمی گول (به ترکی استانبولی: Abdullah Gül) یازدهمین رئیس جمهور کشور ترکیه بود.

## زندگی
او در سال (زادهٔ ۲۹ اکتبر ۱۹۵۰) در قیصریه (کایسری) به دنیا آمده‌است. پدرش احمد حمدی گل یکی از کارکنان کارخانه هواپیماسازی در قیصریه بوده‌است. این شهر از گذشته به پایبندی به آداب و سنن شرقی و اسلامی مشهور بوده و در دوران سلسله سلجوقیان یکی از مراکز علمی و فرهنگی اسلام در ترکیه به‌شمار می‌رفته‌است.
عبدالله گل تحصیلات مقدماتی را در مدرسه قاضی پاشا و تحصیلات متوسطه در مدرسه امامان و واعظان به پایان رسانید.
او مدرک کارشناسی و کارشناسی ارشد خود در را در رشته اقتصاد از دانشگاه اقتصاد استانبول دریافت و در بین سالهای ۷۸–۱۹۷۶ پایان‌نامه خود را در رابطه تکامل روابط اقتصادی در مقطع دکتری در دانشگاه لندن ارائه نمود.

## فعالیت
او بلافاصله پس از بازگشت از انگلستان به عنوان استاد اقتصاد در دانشگاه ساکاریه مشغول به تدریس شد. عبدالله گل در سال ۱۹۸۰ در روزهای اولیه ازدواج توسط پلیس دستگیر و به اتهام عضویت و فعالیت در گروهی موسوم به سنجاق چند ماهی را در زندان مشهور متریس استانبول زندانی گشت.
گل در بین سالهای ۹۱–۱۹۸۳ در جده به عنوان اقتصاد دان در بانک توسعه اسلامی مشغول بود و در کنار تسلط به زبان عربی موفق به دریافت درجه استاد دستیار در اقتصاد بین‌المللی شد.
در سال ۱۹۹۱از حزب رفاه در منطقه ساکاریه راهی مجلس گشت و تا سال ۱۹۹۵ عضو کمسیون برنامه‌ریزی و بودجه مجلس و از سال ۱۹۹۵ تا ۲۰۰۱ عضو کمیته امور خارجه مجلس بود. پس از انحلال حزب رفاه در سال ۱۹۹۹ عضو حزب فضیلت گشته و پس از ممنوعیت حزب فضیلت ترکیه، در سال ۲۰۰۱ با دوستش رجب طیب اردوغان حزب عدالت و توسعه را تأسیس و دوباره وارد مجلس شد؛ و در ۲۰۰۷ به سمت ریاست جمهوری انتخاب شد.